# Historia de la prensa salvadoreña
La historia de la prensa salvadoreña no surge en el vacío; como el país, es heredera de las tradiciones, innovaciones y legislación de la prensa en los Estados que le precedieron, esto es, de la historia de la prensa en España, en Nueva España, en el Reino de Guatemala, y en las Provincias Unidas de Centroamérica.  Consecuentemente, el primer periódico editado en San Salvador, El Mercantil, de 1824-1826, calcaba el título de un periódico de la Nueva España de 1809, era influenciado por la prensa mejicana que le abastecía de noticias y artículos, y seguía pautas comunes a las gacetas del resto de Hispanoamérica, a la sombra de influencias españolas y francesas.
La prensa nacional creció hasta llegar a 29 periódicos durante el siglo XIX. Diario Latino es uno de los periódicos más longevos del país fundado en 1890 por Miguel Pinto, re-nombrado Diario Co Latino en 1989. Transcurriendo en el siglo XX, se fundaron tres periódicos a lo largo de su historia que siguen publicando: La Prensa Gráfica, El Diario de Hoy, El Mundo.
Desde la década de los 1990, han aparecido un número de medios en línea, incluyendo elfaro.net, Factum, Gato Encerrado, Alharaca, diario1.com, lapagina.com.sv, elblog.com, solonoticias.com, contrapunto.com.sv, Cronio y El Urbano. El Salvador se ubica en el puesto número 74 en la clasificación mundial de la libertad de prensa realizada en 2020 por Reporteros sin Fronteras. Anualmete cada 31 de julio, se celebra el día del Periodista bajo de un decreto de la Asamblea Legislativa en 1969, siendo Miguel José Castro, el primer periodista salvadoreño en llamarlo.

## Historia

### Era imperial
Antecede a la prensa escrita el pregón, forma oral de distribuir noticias a una audiencia.  El primer pregonero del Reino fue Diego Díaz, en 1524, y el primer pregón del que se tiene noticia fue ordenado por Pedro de Alvarado en Cuscatlán, capital de los indígenas, casi un año antes de la fundación de San Salvador en sus inmediaciones.
La primera gaceta española periódicamente publicada data de 1661 y viene a la zaga de las publicadas en Inglaterra (1622), Francia (1631), Dinamarca (1634), etc.; empero, desde mucho antes circulaban hojas volantes noticiosas en las Españas de ambos lados del Atlántico; la más antigua que se conserva de la Nueva España es la Relación del espantable terremoto que ha acontecido en las Indias en una ciudad llamada Guatemala, de 1541, escrita en la capital del Reino y publicada en la capital del Virreinato.  El primer periódico en Nueva España es la Gaceta de México, de 1722.  En la capital del Reino, en cambio, el primer periódico surge en 1729: la Gaceta de Guatemala, de publicación mensual.  Es el segundo más antiguo periódico en Hispanoamérica.  La Real Sociedad de Amigos del País publicó en Guatemala una Gaceta a partir de 1797, con difusión en el Reino y en el Virreinato, de carácter liberal, y que desembocó en el destierro en 1806 por la Santa Inquisición, a Cuba, de su editor, Simón Bergaño y Villegas, en la disolución de la Real Sociedad en 1808, y en que la Gaceta fue rebautizada Gazeta del Gobierno de Guatemala en 1811 y se consagró a los intereses reales.

### La libertad de prensa
La asamblea constituyente, donde el diputado por la Intendencia de San Salvador fue José Ignacio Ávila, aprobó la libertad de prensa en noviembre de 1810.
A continuación de la segunda entrada en vigencia la Constitución de 1812 en marzo de 1820, un grupo de eventuales próceres liderados por Pedro Molina fundó ése mismo año en Guatemala El Editor Constitucional, que pregonaba las ideas liberales de la Constitución, incluyendo el libre comercio, lo que constituía una natural alianza al partido de los Aycinena.  Este mismo periódico, poco más de un año después, se volcó en otra dirección y en septiembre de 1821, se rebautizó El Genio de la Libertad, pidiendo en su edición del día 10 la independencia, que fue declarada cinco días después.  Una edición especial vespertina del mismo 15 de septiembre se dedicó a la emancipación.
A El Editor Constitucional se opuso otro periódico igualmente surgido bajo el constitucional régimen de libertad de prensa, El Amigo de la Patria, editado por el también prócer José Cecilio del Valle, y donde se aglutinaron antiguos seguidores proteccionistas de José de Bustamante y Guerra, ligados al monopolio comercial con Cádiz.

### En las Provincias Unidas

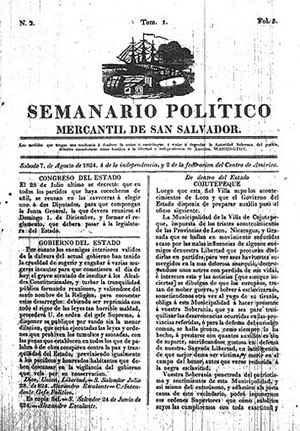
El Semanario Político Mercantil, primer periódico que circuló en El Salvador.

Entre 1823 y 1829 circularon una sesentona de periódicos en la República Federal de Centroamérica. El primer periódico provincial salvadoreño, El Mercantil, apareció en 1824, fundado por los próceres Miguel José de Castro y Lara y José Matías Delgado; pervivió hasta 1826.  Lo imprimieron en ésa primera imprenta salvadoreña metálica los tipógrafos Manuel Inocente Pérez, de Metapán, y Samuel Aguilar, de San Salvador, y quienes habían aprendido el oficio en la capital, Guatemala.  Obsérvese que la primera imprenta salvadoreña, que imprimió El Puntero en 1741, era de madera y por ende no apta para el periodismo.  La primera imprenta de Sonsonate data de 1827 y de 1836 la de San Vicente, donde se publicó El Clamor Público.

### En la república
En el establecimiento de la república soberana e independiente, el Diario Oficial, que data sus orígenes al Boletín Oficial que apareció por vez primera en 1841 por el gobierno, y que cambió de nombre muchas veces antes de establecerse el actual. Si bien en el s. xxi se limitaba a imprimir asuntos estrictamente legales emitidos por el Estado, en épocas más remotas publicó resúmenes noticiosos y otros.
Había en el país en 1873 un diario, 26 semanarios, un quincenal, y un bimensual; en total, 29 periódicos. A finales de la centuria, y principios del siglo XX, surgieron diversos medios de prensa literaria como el Repertorio Salvadoreño (1891) de la Academia de Ciencias y Bellas Artes de San San Salvador; El Fígaro (1893), adonde colaboraba Arturo Ambrogi, y La Quincena (1903) de Vicente Acosta, entre otros. Pero es el nicaragüense Román Mayorga Rivas quien aportaría un periodismo ágil y novedoso en Diario del Salvador (1895), por lo que es considerado el fundador del periodismo moderno en el país.
En 1890 funda Miguel Pinto el Diario Latino, origen de dos periódicos rivales del s. xxi, el Diario Co Latino, diario cooperativista surgido a la postre de la bancarrota en 1989 de la Editora Salvadoreña de Periódicos y Revistas, S.A., y el Diario Latino, relanzado en 2008 por la misma editorial. Ambos reclaman la fundación de 1890.
Entre los diarios extintos del XX destaca El Día (1923-1934), de Rafael Víctor Castro Ramírez, en sociedad con otros. En él colaboraron Miguel Ángel Espino, Claudia Lars, Napoleón Viera Altamirano, Quino Caso, etc. Otro nicaragüense que dejaría huella en varios escritores salvadoreños fue Juan Felipe Toruño, promotor de talentos en páginas literarias en el Club de Prensa de El Salvador.
Del mismo siglo son también La Prensa Gráfica, de Antonio y José Dutriz, que data de 1915, y El Diario de Hoy, de Napoleón Viera Altamirano, de 1936.
En los años posteriores aparecieron importantes rotativos como Diario Latino, fundado en 1890 por Miguel Pinto padre. La Prensa de José Dutriz en 1915, y El Diario de Hoy de Napoleón Viera Altamirano en 1936. Merecen también nombrarse los periódicos Patria de Alberto Masferrer, así como La Tribuna, en el que colaboraron varios intelectuales. El año 1966 comenzó a circular El Mundo. En la época de la guerra y la posguerra, el semanario Primera Plana sentó las bases de un periodismo de investigación. La Crónica de José Napoleón González, y el más reciente Co•Latino, propiedad de una cooperativa de trabajadores, que dirige Francisco Valencia.
Luego de la firma de los acuerdos de paz, específicamente en 1992, empezó este cambio de esencia en cuanto a la prensa local. En los últimos años, de la década de los noventa, se crearon plataformas digitales de algunos periódicos como LPG y EDH. Estos son de gran relevancia desde su creación hasta la actualidad. En el año 1998 fue fundado el primer periódico digital en El Salvador, El Faro.

### En redes digitales
Desde finales del siglo pasado, parte de la prensa escrita salvadoreña empezaba su transformación digital y su adaptación al Internet, como fue el caso de El Diario de Hoy y La Prensa Gráfica, quienes en 1995 y 1996, respectivamente, crearon sus páginas web, así como los nativos digitales como El Faro, Diario1.com, La Página y ContraPunto. En el caso de El Faro en 1998. Ante esto, Diario El Mundo decidió no quedarse atrás y en el año 2004 lleva a cabo una renovación, la cual implicaba la creación de su equipo multimedia que fue el encargado de la elaboración y funcionamiento del sitio web del diario. En 2023, El Faro mudó su sede administrativa a Costa Rica, declarándose "periódico centroamericano."
A inicios de la década de los 2000, la era digital estaba formándose. Diversos smartphones o celulares inteligentes arribaron en su mayoría al mercado salvadoreño. Las nuevas tecnologías aportaron a esta sociedad rapidez y veracidad, innovando por completo el estilo periodístico. Este se podría catalogar como una segunda revolución industrial tomando en cuenta al periodismo.